# الیکایی حنایی‌وسفید
الیکایی حنایی‌وسفید (نام علمی: Thryophilus rufalbus) نام یک گونه از سرده بوریاخواه‌ها است.